# 米原眞司
米原 眞司（よねはら しんじ、1961年 - ）は、日本のガラス工芸作家。東京都生まれ、兵庫県川西市育ち。現在は北海道江別市在住。

## 人物
兵庫県立川西明峰高等学校時代、中学から始めたテニスに熱中（高校のダブルスパートナーはシンガー・ソングライターの上田現）する傍ら、洋楽レコードのジャケットを模写するなどして独学でデザインを勉強。初めて書いた油彩画が「全国高校絵画ポスターデザイン映画コンクール」で最高の文部大臣賞を受賞し、副賞のヨーロッパ美術研修旅行で一ヶ月間刺激を受け続けた結果、進路変更して芸術家を志すようになった。その後、紆余曲折の末、多摩美術大学デザイン科で希少なガラス造形を学ぶことになるが身についた放浪癖が抜けず、卒業後、アジア美術研究のため一年間の旅に出る。帰国後、北海道立工業試験場（現 地方独立行政法人北海道立総合研究機構工業試験場）野幌分場ガラス工芸科に五年間勤務するが、再びヨーロッパに旅立ち、翌年江別市にアトリエを構え、海外への研究旅行を繰り返しながら現在に至る。

## 作品
「ライン・ドローイング」と名付けた文様や「スパイラル」で彩った球体オブジェを得意とする。世界の現代ガラス100選に選ばれた「光の樹」、アイヌのシャーマンにインスパイアされてクリスタル・レイキヒーラー淳と共同開発した「渦宝珠」（うずほうじゅ）や、中国の鼎をモチーフにしたロングセラー「三ツ足」が代表的。

## 経歴
- 1986年 多摩美術大学 立体デザイン科 クラフトデザインガラスコース卒業
- 1991年 世界現代ガラス展 北海道立近代美術館
- 2000年 ギャラリシエール宇都宮で個展。以後毎年開催
- 2001年 チャペルギャラリー・ニューヨークで個展
- 2002年 日本ガラス工芸協会から藤田喬平賞受賞
- 2003年 北海道文化奨励賞
- 2005年 三重県伊勢市の猿田彦神社小坡美術館で「米原眞司展」を開催
- 2009年 岡山高島屋美術画廊にて個展
- 2012年 大阪高島屋にて個展 '08,'10年も開催
- 2013年 ジェイアール名古屋タカシマヤにて個展

## 主要所蔵先
- デュッセルドルフ美術館（ドイツ）
- コーニング美術館（アメリカ）
- メイヨ・クリニック基金コレクション（アメリカ）
- 横浜美術館
- 北海道立近代美術館
- 下関市立美術館
- ボストン美術館（アメリカ）
- アメリカン・クラフト美術館（アメリカ）
- ミント美術館（アメリカ）
- エルトン・ジョン　コレクション（アメリカ）
- その他、東急セルリアンタワーホテル（渋谷）など多数